# 錫安聖堂

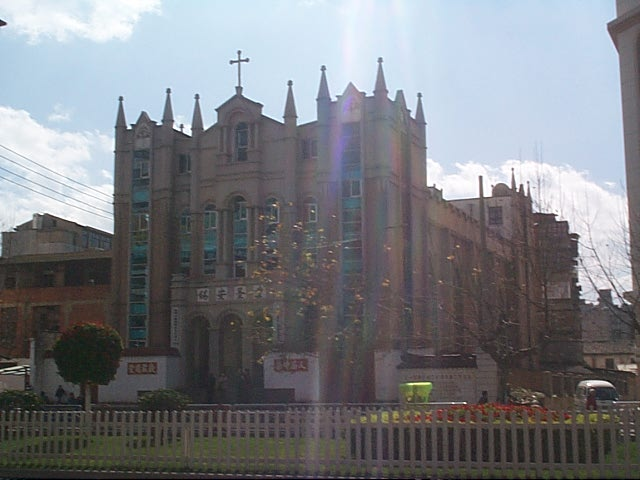
錫安聖堂（昆明市）

錫安聖堂（しゃくあんせいどう、中国語: 锡安圣堂、英語: Zion Church）は、中華人民共和国雲南省昆明市にあるプロテスタント教会で、市内中心部の金碧路 61 号に位置し、名所「金馬碧鶏の門」（zh:金马碧鸡坊）に隣接している。

## 概要
錫安聖堂はもともと英国メソジスト教会に属し、1922年に建てられた。現在の教会堂は1993年にネオゴシック様式で再建され、500名様まで収容可能である。
1949 年から 1950 年にかけて、上海出身の若きピアニストのフー・ツォン（傳聰）が錫安聖堂と万鐘街教堂で頻繁にコンサートを開催した歴史もある。 

## 写真集

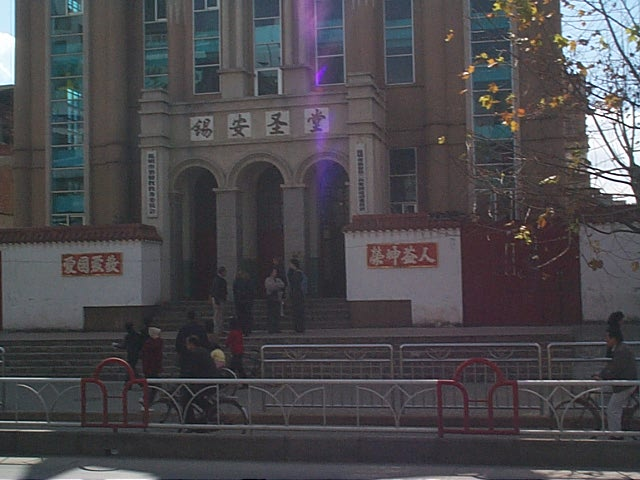
錫安聖堂入口
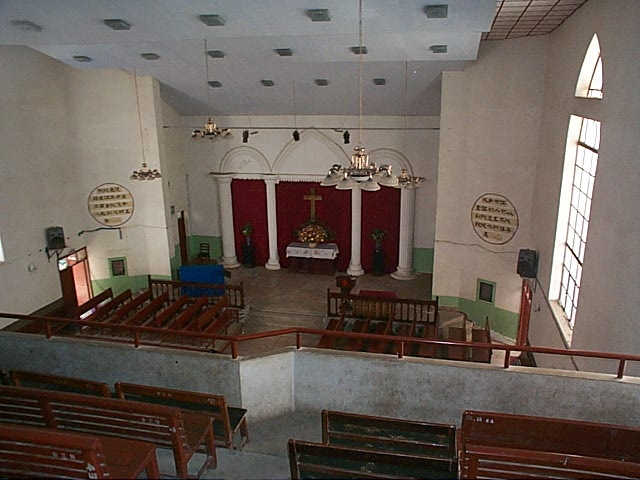
錫安聖堂内部